# Homoneura balluca
Homoneura balluca är en tvåvingeart som beskrevs av Saskawa 1991. Homoneura balluca ingår i släktet Homoneura och familjen lövflugor. Inga underarter finns listade i Catalogue of Life.